# Бял-Бряг
Бял-Бряг (болг. Бял бряг) — село в Шуменській області Болгарії. Входить до складу общини Смядово.

## Населення
За даними перепису населення 2011 року у селі проживали 249 осіб.
Національний склад населення села:
| Національність   | Кількість осіб | Відсоток |
| ---------------- | -------------- | -------- |
| турки            | 154            | 62,6%    |
| болгари          | 92             | 37,4%    |
| цигани           | 0              | 0%       |
| інша             | 0              | 0%       |
| не визначились   | 0              | 0%       |
| Всього відповіли | 246            |          |

Розподіл населення за віком у 2011 році:
Динаміка населення: